# کلودیا پاسکوآل
کلودیا پاسکوآل (به انگلیسی: Cláudia Pascoal) (زاده ۱۲ اکتبر ۱۹۹۴) خواننده پرتغالی است.
او در یوروویژن ۲۰۱۸ نماینده پرتغال بود.